# Jailolo (ciudad)

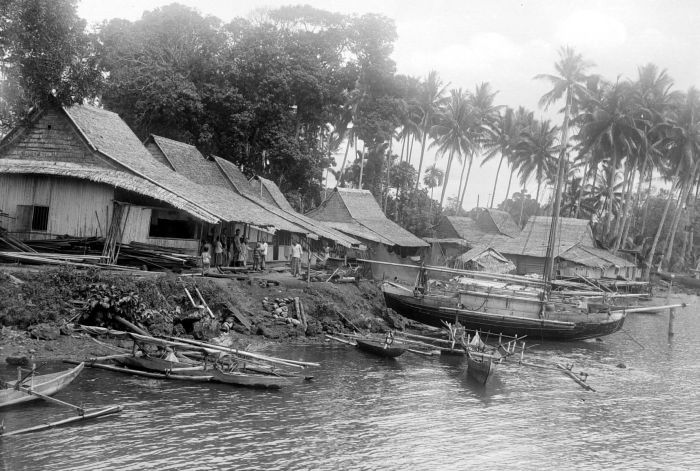
La playa de Jailolo alrededor de 1920

Jailolo es una ciudad y antiguo sultanato en Halmahera en las islas Molucas de Indonesia. Está localizada en la costa oeste de la isla, aproximadamente 20 km al norte de Ternate. Jailolo es un pequeño puerto que da servicio al noroeste de la isla.
Antes de la llegada de los europeos era fue una potencia política en Halmahera. Su sultanato fue conquistado gracias a una alianza entre portugueses y el rival sultanato de Ternate en 1551. Tras los portugueses, pasó a estar en la esfera de influencia neerlandesa durante dos siglos.
El sultanato fue restablecido en 1798 por el Sultán de Tidore tras expulsar a los neerlandeses de su isla, proclamando a un noble de Makian como nuevo sultán de Jailolo. Los neerlandeses retomarn el poder, exiliando a la aristocracia local en 1832. Baba Hassan intentó una revuelta en 1876 fue fácilmente derrotado por los buques de guerra a vapor de los neerlandeses. En 1914, otra revuelta por los altos impuestos terminó con el agente del distrito colonial, muerto y extendiéndose a la isla de Waigeo de Guinea Nueva occidental. 
El palacio del sultán se ubicaba en un cerro coronado por encima del cruce de la carretera Sahu-Sidangoli. Los restos han desaparecido.
Los habitantes locales son de la etnia Sahu. Celebran bailes tradicionales en agosto y septiembre para celebrar la cosecha de arroz. Recientemente se han convertido al cristianismo.